# 大好き!ねんどママ
大好き!ねんどママ（だいすき! —）は日本のクレイアニメ。手作業で粘土を変形させるのではなく、モーフィングを全編に使用しているのが特徴。
NHK教育のプチプチ・アニメの枠で最初に放送された。
DVD化はされていない。

## キャスト
- プンちゃん - 阿部けいま
- ねんどママ - 柳沢三千代
- ねんどパパ - 小田聡
- ピッチ - 金子ひとみ
- ガブッチョ - 木村はやと

## スタッフ
- 脚本 : ゆきのゆみこ
- 音楽 : 堀井勝美
- CG : 中川佳子
- ねんど制作 : ヒダオサム

## 各話リスト
| 話数 | サブタイトル     |
| ---- | ---------------- |
| 1    | ともだちできた   |
| 2    | タクシーごっこ   |
| 3    | うちゅうたんけん |
| 4    | おせんたく       |
| 5    | うみにいったよ   |
| 6    | おばけのいえ     |
| 7    | ゆきあそび       |
| 8    | おもいで         |
| 9    | おばあさん       |